# P2PTV
P2PTV (abreviació de l'anglès peer-to-peer TV, 'televisió d'igual a igual') és una tècnica de transmissió de contingut audiovisual (vídeos, televisió, etc.) a través de la xarxa d'Internet que aprofita l'arquitectura P2P, en la qual els nodes individuals es connecten a altres nodes per rebre els streams de vídeo i àudio, en lloc de fer-ho a un servidor central, com passa a la IPTV.

## Introducció
Les conseqüències que suposen la transmissió de vídeo a través del sistema P2P no han estat pràcticament valorades fins als últims dos anys, ja que l'atenció al voltant de les xarxes P2P ha estat sempre focalitzada en el contingut dels fitxers que es transfereixen. Les qüestions sobre la propietat legal i les responsabilitats de la distribució de vídeo P2P, incloent matèries de propietat intel·lectual, han anat deixant de banda l'anàlisi de l'impacte tecnològic sobre la distribució del material multimèdia i la televisió actuals.

## El debat legal: un precedent
El debat generat al voltant de la p2ptv s'ha desmarcat de la resta d'aplicacions p2p. El fet que la majoria de retransmissions que es realitzen a les televisions es facin en obert és un argument més fort que el plantejat per les descàrregues de música i de pel·lícules a través d'Internet, per l'impacte social que això suposa.
El punt de referència és el cas Betamax, l'any 1984, quan el Tribunal Suprem dels Estats Units va declinar la denúncia interposada per Universal City Studios Inc. contra els fabricants de reproductors de vídeo, perquè els seus productes facilitaven als usuaris infringir els drets d'autor en detriment dels posseïdors dels drets televisius. La decisió es va prendre basant-se en el fet que els consumidors tenien dret a gravar-se els programes per veure'ls més tard. La sentència de Betamax deia concretament que no es podia acceptar l'acusació si els reproductors de vídeo «estaven dedicats en una proporció més alta a usos legals».
Finalment, la introducció dels VCR no va resultar ser cap pèrdua per les televisions (ni cap disminució d'ingressos publicitaris), i va afectar de forma molt positiva els estudis audiovisuals, en forma de vendes i negocis de lloguer, amb l'aparició de nous mercats de pel·lícules i programes gravats en vídeo.

### Punts a favor i punts en contra
La possibilitat que compartir la televisió sigui aprovat de forma legal té dos punts claus: s'ha demostrat que compartir els fitxers té un ús potencialment legal (permet als teleespectadors veure els programes en hores més convenients a la seva vida diària) i que la majoria de gent que descarrega els programes hi accedeix durant la retransmissió original.
Tot i això, es creu que les noves oportunitats de vídeo sota demanda aprofitades per alguns distribuïdors com un valor afegit als seus productes i els distribuïdors de DVD podrien veure's perjudicats; la facilitat amb què es pot crear i distribuir material audiovisual podria afectar substancialment els ingressos per publicitat (tal com s'espera que passi amb la TDT). Aquests motius, juntament amb la introducció de tècniques com el DMCA o l'estàndard de senyalització d'emissions, fan pensar que la legislació i la regulació política van pel camí d'afavorir l'interès dels propietaris.

## Noves possibilitats
Paradoxalment al debat, alguns distribuïdors de televisió (com la BBC i sobretot televisions xines com TVK00), han vist en les xarxes P2P la possibilitat d'augmentar les seves audiències més enllà de les que ja tenien, i han començat a promoure la distribució dels seus programes a través del compartiment en xarxes peer-to-peer.
Els treballs de recerca realitzats sobre el P2P suggereixen que, lluny de diluir la demanda, quan més gran és l'audiència inicial d'un programa de televisió, més temps durarà. Per aquest motiu, la possibilitat de distribuir material amb drets d'autor de forma econòmica eficient a través de les xarxes P2P, després de l'hora o la data original d'emissió, fa créixer la freqüència amb què el programa es veurà (incloent la publicitat) i augmenta el seu valor afegit. És per això que els propietaris dels drets televisius, comencen a alliberar la polèmica sobre el buit legal.

## Impacte tecnològic
Respecte a les cadenes de televisió habituals, la introducció de la IPTV suposava la superació dels límits territorials als que estaven circumscrites les emissions convencionals, i la possibilitat d'una major diversitat de programes i altres activitats interactives. Tot i això, la televisió online, es va estenent molt a poc a poc, pels grans costos que suposa realitzar un streaming de qualitat des dels servidors d'una sola empresa a l'audiència potencial.
Aquest handicap, se supera amb la tecnologia P2P. En la televisió IPTV l'arquitectura utilitzada és client-servidor (típica a Internet) en la qual la informació que es transmet procedeix només d'una sola font: el streaming es realitza des dels ordinadors dels usuaris cap al servidor principal, que ha d'enviar la mateixa informació a tots. Això suposa, per exemple, que si un vídeo necessita 500kbps i es connecten 7 persones, el servidor principal requereix una línia de 3.500 kbps per poder enviar les imatges a tots.

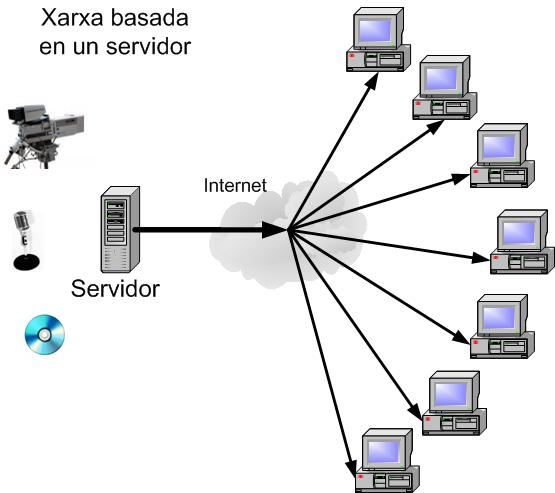
Exemple d'una xarxa IPTV

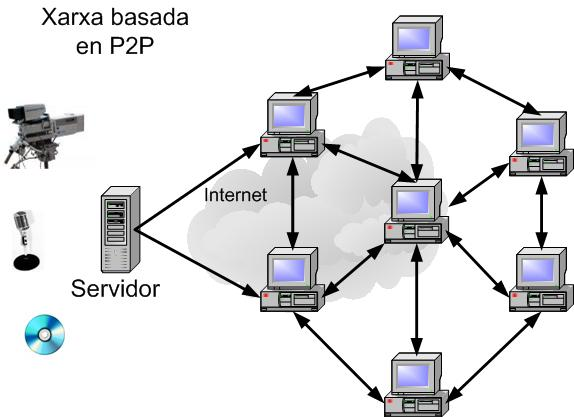
Exemple d'una xarxa p2pTV

### Funcionament bàsic
L'ús del sistema P2P implica que els usuaris utilitzen la seva connexió a Internet per ajudar en la distribució del senyal: els usuaris que estan realitzant un streaming de baixada es converteixen en petits servidors que l'ofereixen a altres usuaris. D'aquesta manera se solucionen els dos grans problemes de la transmissió broadcast per Internet: es disminueix la càrrega del servidor i l'amplada de banda utilitzada.
Amb p2ptv alguns canals poden mantenir més de 100.000 connexions simultànies amb fluïdesa d'imatge i sense necessitat d'invertir massa en l'amplada de banda.

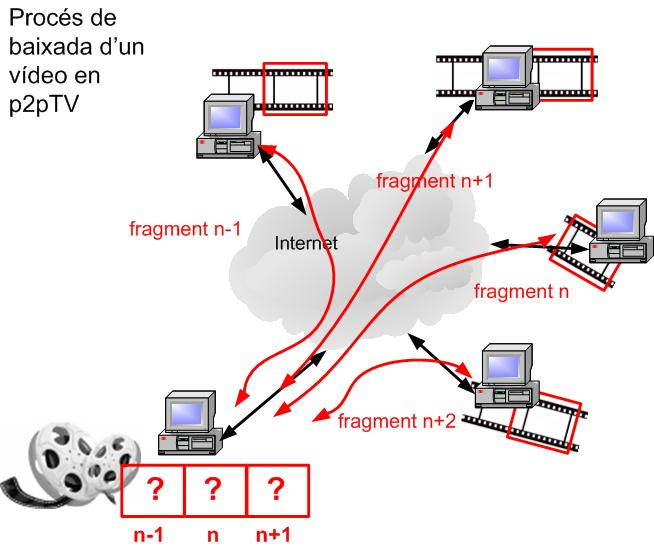
Exemple p2pTV

### Com funciona exactament un programa P2P TV?
Quan es visualitza un canal de televisió des d'un emissor a través d'un sistema P2P, a part de rebre la informació de descàrrega, l'estem enviant (de pujada) a altres usuaris que estan mirant el mateix canal. La idea és senzilla: el nostre programa fa a la vegada les funcions de client i servidor.
A aquest nivell encara existeix la funció de servidor, tal com la coneixem, tot i que en aquest cas rep el nom de tracker. La seva missió és posar en contacte entre si a tots els usuaris que desitgen veure un mateix canal, de forma que puguin compartir-lo.

## Conseqüències
Conseqüències socials
La distribució P2P de vídeo i de televisió canvia el comportament dels usuaris, que passen de ser simple audiència potencial a potencials creadors i distribuïdors de material audiovisual, ja que p2ptv facilita als col·lectius, empreses, societats veïnals i persones individuals crear el seu propi canal de continguts, estalviant-se els costos de transmissió.
Conseqüències tècniques
Tot i que l'activitat del vídeo p2p a Internet és encara petita, està generant una gran demanda de capacitat de xarxa a tot el món. Contràriament a la música, els operadors de xarxa patiran els impactes de la distribució de vídeo P2P abans que les propietaris de continguts. L'impacte sobre la xarxa té dos punts significants:
- La capacitat té un cost, i si els operadors de xarxa no reben res a canvi tenen incentius suficients per acabar limitant la capacitat els usuaris.
- L'augment de tràfic de pujada que implica l'enviament de vídeos P2P des dels usuaris, trenca l'asimetria aprofitada en el disseny que s'ha realitzat fins ara dels accessos a Internet i obliga a redissenyar la xarxa de nou.

Aquests dos punts conflictius, de totes maneres, poden acabar sent l'origen de noves tecnologies i aplicacions.

## Aplicacions i programes

### Programari lliure per a emetre de forma independent
- DistribuStream
- Geekast i el seu paquet peercast-servent